# Villardompardo
Villardompardo is een gemeente in de Spaanse provincie Jaén in de regio Andalusië met een oppervlakte van 18 km². Villardompardo telt 1.017 inwoners (1 januari 2016).